# 埃平根
埃平根是德国巴登-符腾堡州的一个市镇。总面积88.59平方公里，总人口21386人，其中男性10542人，女性10844人（2011年12月31日），人口密度241人/平方公里。

## 友好城市
- 法國 瓦西